# East Rochester (New York)
East Rochester város és falu az USA New York államában, Monroe megyében. Lakosainak száma 6334 fő (2020. április 1.).

## Népesség
A település népességének változása:

| 2010 | 6 587 |
| 2020 | 6 334 |